# Linazay
Linazay ist eine französische Gemeinde mit 217 Einwohnern (Stand: 1. Januar 2022) im Département Vienne in der Region Nouvelle-Aquitaine (vor 2016 Poitou-Charentes). Die Gemeinde gehört zum Arrondissement Montmorillon und zum Kanton Civray. Die Einwohner werden Linazéens genannt.

## Lage
Linazay liegt etwa 63 Kilometer südsüdwestlich von Poitiers. Umgeben wird Linazay von den Nachbargemeinden Champagné-le-Sec im Norden, Saint-Pierre-d’Exideuil im Osten und Nordosten, Val-de-Comporté im Osten und Südosten, Limalonges im Süden sowie Chaunay im Westen und Nordwesten.

## Bevölkerungsentwicklung
| Jahr                      | 1962 | 1968 | 1975 | 1982 | 1990 | 1999 | 2006 | 2013 |
| Einwohner                 | 296  | 248  | 218  | 213  | 192  | 194  | 216  | 215  |
| Quelle: Cassini und INSEE |      |      |      |      |      |      |      |      |

## Sehenswürdigkeiten
- Kirche Saint-Hilaire aus dem 13. Jahrhundert mit späteren Umbauten, Monument historique
- Herrenhaus von Le Magnou aus dem 15./16. Jahrhundert (siehe auch: Liste der Monuments historiques in Linazay)
- Herrenhaus von La Chaux aus dem 17. Jahrhundert
- Kapelle von Pierre

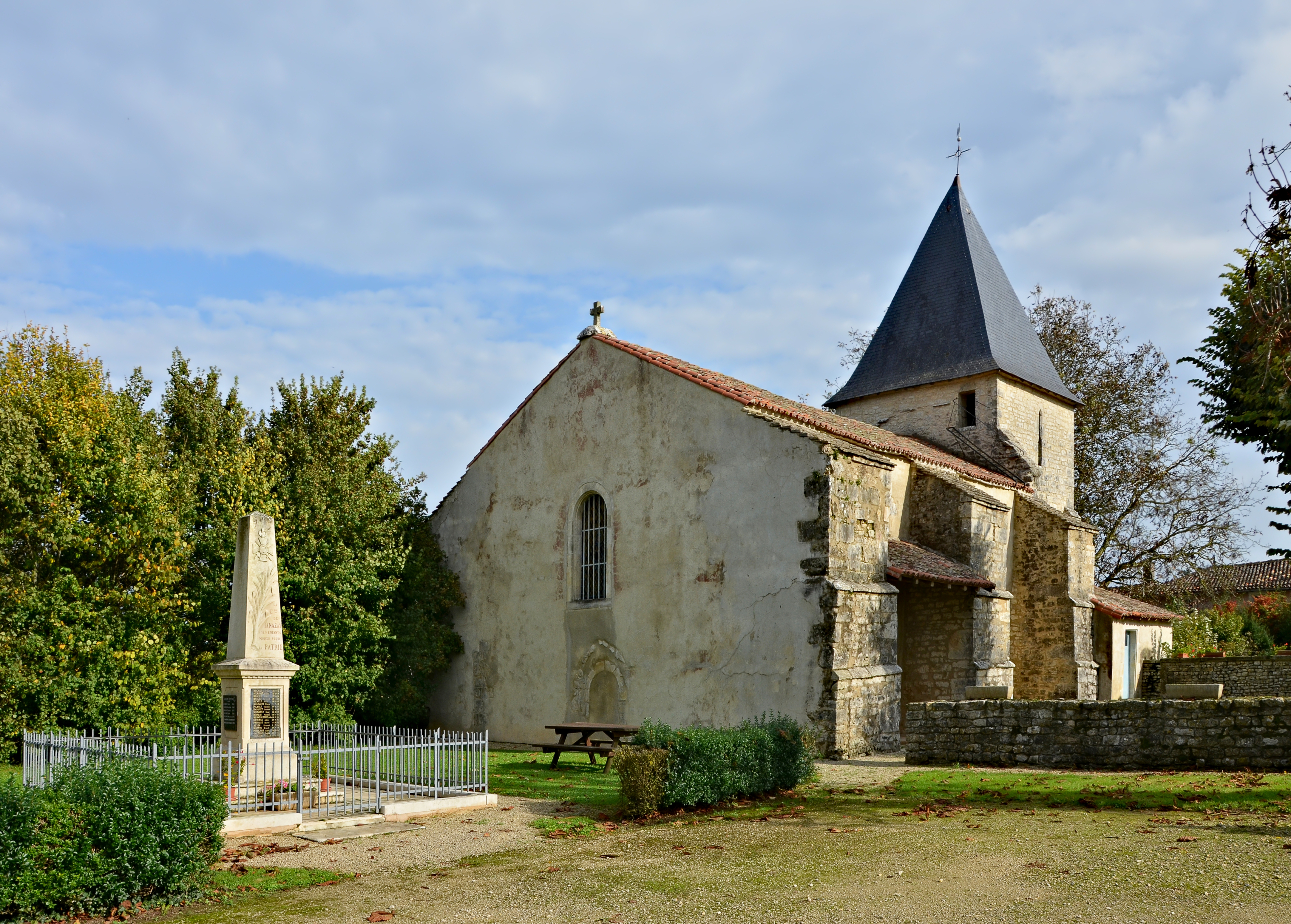
Kirche Saint-Hilaire
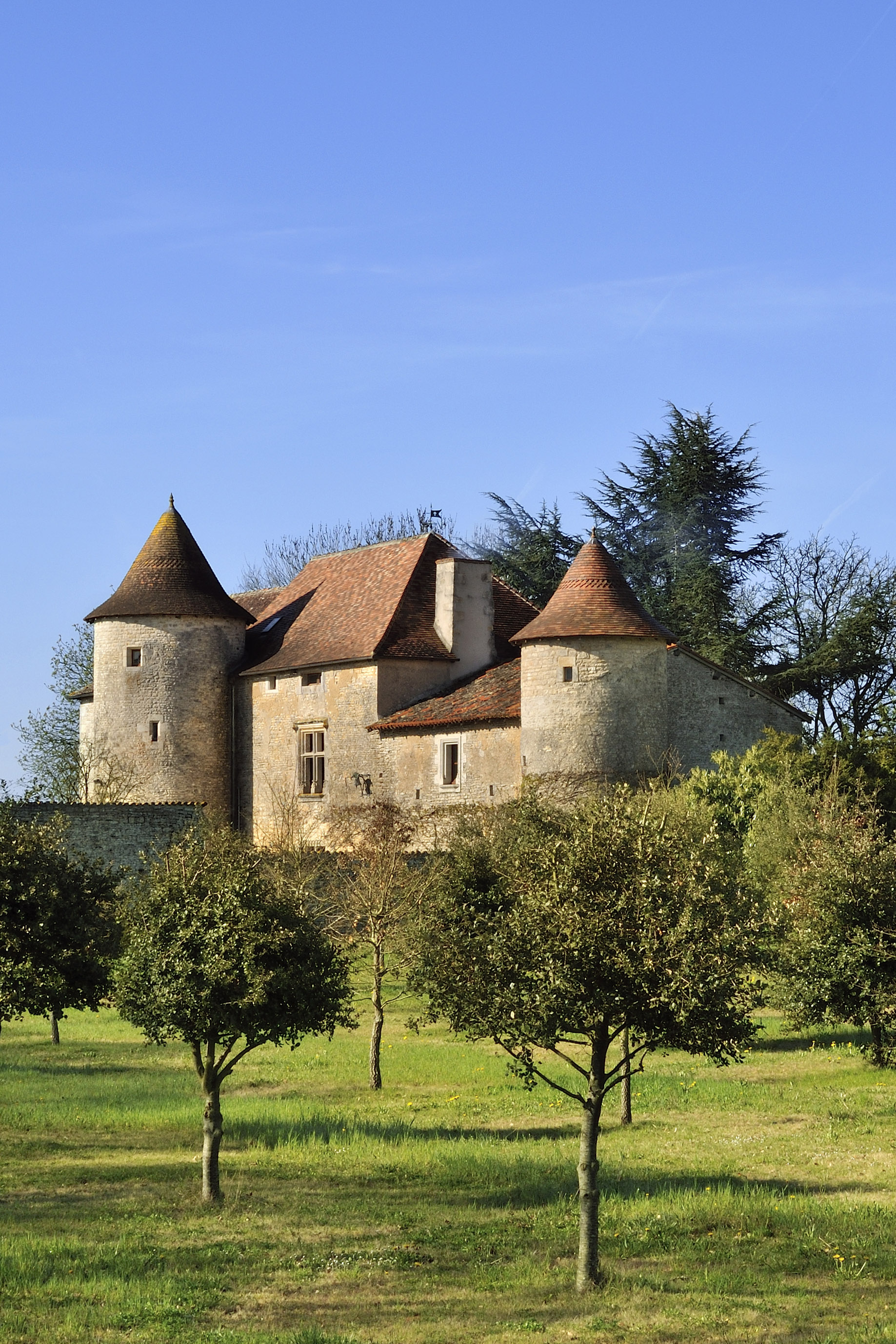
Herrenhaus von Le Magnou
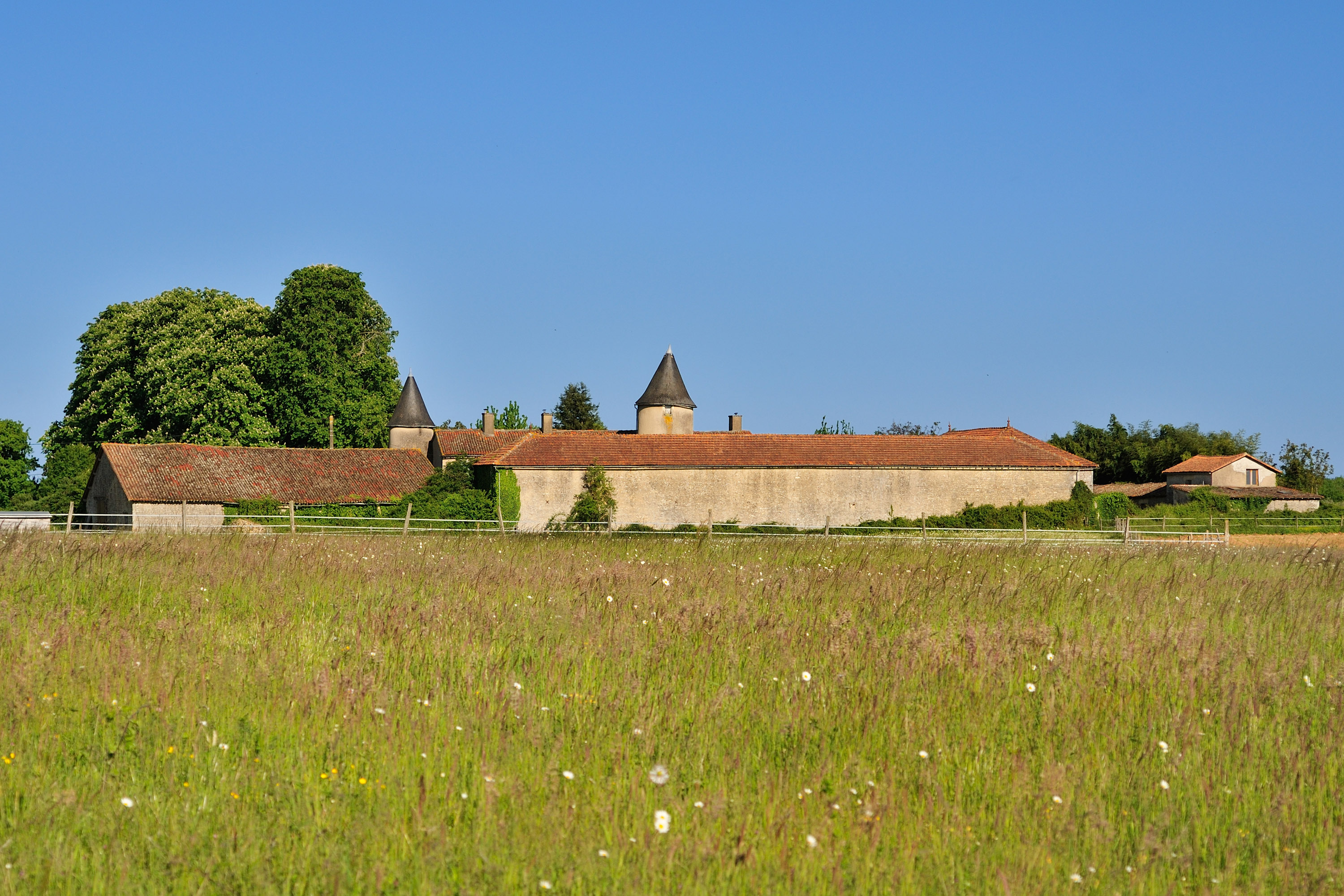
Herrenhaus La Chaux